# Ceuthophilus arizonensis
Ceuthophilus arizonensis är en insektsart som beskrevs av Scudder, S.H. 1894. Ceuthophilus arizonensis ingår i släktet Ceuthophilus och familjen grottvårtbitare. Inga underarter finns listade i Catalogue of Life.